# Tyrannides
A Tyrannides a madarak osztályának a verébalakúak (Passeriformes) rendjébe tartozó és a királygébics-alkatúak (Tyranni) alrendjébe tartozó alrendág.

## Rendszerezés
Az alrendágba az alábbi részalrendek és családok tartoznak:
- Tyrannida
  - piprafélék (Pipridae)
  - kotingafélék (Cotingidae)
  - Tityridae
  - királygébicsfélék (Tyrannidae)

- Furnariida
  - Melanopareiidae
  - szúnyogevőfélék (Conopophagidae)
  - hangyászmadárfélék (Thamnophilidae)
  - hangyászpittafélék (Grallariidae)
  - fedettcsőrűfélék (Rhinocryptidae)
  - földihangyászfélék (Formicariidae)
  - fazekasmadár-félék (Furnariidae)